# Princess Festival
ネギま!? Princess Festival（ねぎま プリンセス・フェスティバル）とは赤松健原作の漫画『魔法先生ネギま!』のTVアニメ2期『ネギま!?』のライブイベント、およびそれを収録したDVD・CDのタイトル名。

## 概要
2007年3月3日にパシフィコ横浜国立大ホールにて開催。魔法先生ネギま!シリーズのラストコンサートであり、5000人規模のコンサートは大麻帆良祭以来でこれが最後である。
大麻帆良祭は歌唱のみであったが、Princess Festivalは歌唱の合間に芝居などが入っている。
1曲目の1000%SPARKING!はメドレーで歌った。出口茉美は伊藤静と大前茜が欠席だったため同じく欠席していたいのくちゆかのチームに入った。
アンコールのハッピーマテリアルは1000%SPARKING!のメンバーでパートずつに歌った。
アンコールの1000%SPARKING!の2番目は1000%SPARKING!のメンバーでパートずつにお辞儀をする形をとった。
最後の挨拶では感極まって泣きながら挨拶をする出演者が多数いた。
このコンサートを収録したDVD（2枚組）・CD（2枚組）が発売している。DVDのオリコンチャートは最高位：32位 登場回数：2回。特典映像として『独占潜入!ネギま!?ラストコンサート〜今明かすPrincess Festivalの裏側〜』が収録されている。DVDの初回プレスにはネオ・パクティオーカード「アーマー：綾瀬夕映」。CDの初回プレスには「スカ：宮崎のどか」が封入されている。

## 出演者
| 出席番号 | 氏名                                 | 声優         |
| -------- | ------------------------------------ | ------------ |
| 担任     | ネギ・スプリングフィールド           | 佐藤利奈     |
| 2        | 明石裕奈（あかし ゆうな）            | 木村まどか   |
| 3        | 朝倉和美（あさくら かずみ）          | 笹川亜矢奈   |
| 4        | 綾瀬夕映（あやせ ゆえ）              | 桑谷夏子     |
| 5        | 和泉亜子（いずみ あこ）              | 山川琴美     |
| 6        | 大河内アキラ（おおこうち アキラ）    | 浅倉杏美     |
| 8        | 神楽坂明日菜（かぐらざか あすな）    | 神田朱未     |
| 9        | 春日美空（かすが みそら）            | 板東愛       |
| 10       | 絡繰茶々丸（からくり ちゃちゃまる）  | 渡辺明乃     |
| 11       | 釘宮円（くぎみや まどか）            | 出口茉美     |
| 12       | 古菲（クー フェイ）                  | Hazuki       |
| 13       | 近衛木乃香（このえ このか）          | 野中藍       |
| 14       | 早乙女ハルナ（さおとめ ハルナ）      | 石毛佐和     |
| 15       | 桜咲刹那（さくらざき せつな）        | 小林ゆう     |
| 16       | 佐々木まき絵（ささき まきえ）        | 堀江由衣     |
| 18       | 龍宮真名（たつみや まな）            | 佐久間未帆   |
| 19       | 超鈴音（チャオ リンシェン）          | 高本めぐみ   |
| 20       | 長瀬楓（ながせ かえで）              | 白石涼子     |
| 21       | 那波千鶴（なば ちづる）              | 小林美佐     |
| 22       | 鳴滝風香（なるたき ふうか）          | こやまきみこ |
| 23       | 鳴滝史伽（なるたき ふみか）          | 狩野茉莉     |
| 25       | 長谷川千雨（はせがわ ちさめ）        | 志村由美     |
| 26       | エヴァンジェリン・A・K・マクダウェル | 松岡由貴     |
| 28       | 村上夏美（むらかみ なつみ）          | 相沢舞       |
| 29       | 雪広あやか（ゆきひろ あやか）        | 皆川純子     |
| 30       | 四葉五月（よつば さつき）            | 井上直美     |

## セットリスト
1. OPENING
2. 1000%SPARKING!（全員）
3. ココロザシ成長中☆（神田朱未）
4. イジワルな唇（志村由美）
5. Re-born（松岡由貴）
6. montage〜まだ見ぬ僕へ〜（佐藤利奈）
7. お芝居パート1
8. 永遠のときを越えて（皆川純子）
9. チュパ研の唄〜きっと、いルーンヤ〜（石毛佐和、神田朱未、木村まどか、白石涼子、狩野茉莉、こやまきみこ）
10. お芝居パート2
11. お芝居パート3a
12. Never give up!（小林ゆう、野中藍）
13. お芝居 パート3b
14. ポジティブ！アクティブ！モロジブン！（相沢舞、小林美佐）
15. お芝居パート3c
16. 戦え！バカレンジャー（１コーラス）（神田朱未、桑谷夏子、白石涼子、Hazuki、堀江由衣）
17. お芝居パート3d
18. 日本の心（松岡由貴、渡辺明乃）
19. お芝居パート3e
20. お芝居パート4
21. お芝居パート5a
22. お芝居パート5b
23. お芝居パート5c
24. お芝居パート5d
25. お芝居パート6
26. お芝居パート7
27. 映像メドレー
28. マホラ戦隊バカレンジャー（神田朱未、桑谷夏子、白石涼子、Hazuki，堀江由衣）
29. お芝居パート8
30. 劇中メドレー（ポンポン両手にあればWin!（出口茉美）〜GLOW WILD（浅倉杏美、木村まどか、堀江由衣、山川琴美）〜KIZUNA（小林ゆう、白石涼子、佐久間未帆、Hazuki、）〜a precious pride（桑谷夏子、笹川亜矢奈、Hazuki、松岡由貴、渡辺明乃）〜おはよう！（神田朱未））
31. GO!GO!マイスターズ（井上直美、高本めぐみ）
32. 気まぐれ行進曲♪（狩野茉莉、こやまきみこ、白石涼子）
33. 真夜中のPhilosophy（桑谷夏子）
34. お芝居パート9
35. Let's play with your Dream!（神田朱未、佐藤利奈）
36. Sugar memory（神田朱未、皆川純子）
37. Infinity Love 2U（浅倉杏美、木村まどか、板東愛、山川琴美）
38. らぶ☆センセイション（神田朱未、佐藤利奈）
39. Girls,be ambitious〜シンデレラになろうよ（相沢舞、小林美佐、笹川亜矢奈）
40. 星空レター（神田朱未）
41. A-LY-YA!（全員）

アンコール
1. ハッピー☆マテリアル（全員）
2. 出演者からの挨拶
3. 1000%SPARKING!（全員）